# Station Świnoujście Port
Station Świnoujście Port is een spoorwegstation in de Poolse plaats Świnoujście.